# Barokaldi Cirkusz
A Barokaldi Cirkusz (más néven Baroccaldi Cirkusz, Jancsi-aréna, Néparéna) Barokaldi József (olaszul: Giuseppe Baroccaldi), majd fia, Barokaldi György nevű artistacsalád tulajdonában lévő, 1871-ban alapított, majd 1938-ban megszűnt, a budapesti Városligetben működő cirkusza volt. A cirkusz 1863-ban telepedett le, 1871-től deszka-ponyvasátorban játszottak. 1908-tól Barokaldi Néparéna néven. 1938-ban épületét lebontatták.

## Érdekességek
- Báró Kaldi: a cirkusztulajdonos Barokaldi József nevének eltorzított, jassznyelvi változata.[3]
- Garibaldi (Garobaldi): a Barokaldi Cirkusz elnevezése a pesti argóban, eredete: a hasonló hangzású olasz szabadsághős neve.